# Homesdale
Homesdale è un mediometraggio del 1971 diretto da Peter Weir.